# Малиш Навін Володимирович
Навін Володимирович Малиш (нар. 27 липня 2003, Стара Вижівка, Волинська область, Україна) — український футболіст, фланговий захисник «Динамо» (Київ), що виступає на умовах оренди за луганську «Зорю».

## Клубна кар'єра
Народився 27 липня 2003 року. Футболом починав займатися в академіях київського «Динамо», вишгородського «Діназа» та ОФК ім. І. Піддубного. З 2020 року грав за команду «Динамо U-19» в Юнацькому чемпіонаті України та Юнацькій лізі УЄФА, взявши участь у перемогах над «Баварією» та «Барселоною».
На початку 2023 року проходив зимові збори у Туреччині з першою командою «Динамо», після чого підписав довгостроковий контракт з клубом. 23 вересня 2023 року Навін Малиш дебютував за першу команду київського клубу в матчі 8-го туру чемпіонату України проти ЛНЗ (4:2), коли на 81-й хвилині замінив Владислав Дубінчака.

## Виступи за збірні
У 2021—2022 роках виступав за юнацьку збірну України до 19 років, з якою брав участь у невдалому відборі на юнацьке Євро-2022.

## Особисте життя
Старший брат Артем також футболіст.
23 грудня 2023 року Навін Малиш одружився із своєю дівчиною Яною.